# Harold LeClair Ickes
Pour les articles homonymes, voir Leclair.
Harold LeClair Ickes, né le 15 mars 1874 près d'Altoona (Pennsylvanie) et mort le 3 février 1952 à Washington (district de Columbia), est un homme politique américain. Membre du Parti républicain, du Parti progressiste puis du Parti démocrate, il est secrétaire à l'Intérieur entre 1933 et 1946 dans l'administration du président Franklin Delano Roosevelt et brièvement dans celle de son successeur Harry S. Truman.
Avec la secrétaire au Travail Frances Perkins, il est le seul membre du Cabinet présidentiel à être présent durant toute la présidence de Franklin Delano Roosevelt.

## Annexe